# Trencaclosques de lògica
Un trencaclosques de lògica és un trencaclosques matemàtic de deducció.
Els primers trencaclosques de lògica foren creats per Charles Lutwidge Dodgson, que sota el nom de Lewis Carroll és l'autor de llibre "Les aventures d'Alícia al país de les meravelles". En el seu llibre El Joc de la Lògica explica els conceptes bàsics de la lògica de proposicions i planteja els primers trencaclosques lògics consistents en una sèrie de premisses o sil·logismes a partir de les quals pot deduir-se una conclusió. Així per exemple planteja el següent:
- Premisses:
  - Cap fòssil pot enamorar-se.
  - Una ostra es pot enamorar
- Conclusió: Les ostres no són fòssils

Dodgson va construir trencaclosques molt més complexos amb 10 o més premisses.
En la segona meitat del segle XX el matemàtic Raymond Smullyan va continuar i expandir la creació de trencaclosques de lògica amb llibres com La dama o el tigre?, Com s'anomena aquest llibre? o Alícia en el país de les endevinalles.Una altra forma de trencaclosques de lògica, comú a la secció d'entreteniments de revistes i diaris consisteix en una sèrie de proposicions que donen una sèrie d'informacions que traslladades a una graella de doble entrada permet deduir la qüestió demanada. El més famós d'aquest tipus és el Zebra Puzzle.